# Diviš Czernin
Diviš Czernin (* 21. května 1942 Dymokury) je příslušník rodu Czerninů a majitel zámku Hlušice.

## Život
Je synem Rudolfa Teobalda hraběte Czernina (25. 8. 1904 Dymokury – 16. 5. 1984 Vídeň), který se za Protektorátu v době druhé světové války postavil nacistům, a jeho manželky Frideriky z Wenckheimu (6. 1. 1911 Budapešť – 5. 7. 1991 Vídeň).
Diviš Czernin vychodil základní devítiletou školu v Dymokurech. Poté se vyučil instalatérem na tříleté odborné učňovské škole Pozemních staveb v Praze. Ve volném čase hrál lední hokej za klub Tatra Smíchov. Po vyučení nastoupil v době kubánské krize základní vojenskou službu v Terezíně a po nějaké době byl převelen do Liberce k dopravní jednotce. Během vojenské služby hrál lední hokej za Duklu Liberec.
V roce 1964 rodina emigrovala do Rakouska. Po emigraci pracoval jako instalatér a vystudoval zde pětiletou průmyslovou školu s maturitou a tři roky pracoval jako technik v Jihoafrické republice (projektování vodních systémů). Po roce 1989 zažádal o restituci rodinného majetku (asi 900 ha lesa a ca 120 ha zemědělské půdy), který zdědil po bezdětném strýci Humprechtovi.

## Rodina
Při lyžování se seznámil s o sedmnáct let mladší Helene von Blaas (* 16. září 1959 Vídeň), kterou 14. září 1985 v Tannenmühle pojal za manželku a která do manželství přinesla zámek Tannenmühle.